# Самандугу Уатара
Самандугу Уатара (*д/н–1745) — 2-й фагама (володар) держави Конг у 1745 році.

## Життєпис
Син фагами Секу Уатара. За життя батька отримав в управління область Т'єменін. Після смерті Секу 1745 року успадкував трон. Втім стикнувся з протистоянням братів, що фактично стали самостійними. Найбільш небезпечними були Комбі в Коломі, Квереморі в Соколо і Самафінге — в Лімоно.
У результаті протягом 4 місяців вів кампанії проти братів. Зрештою зазнав поразки й був повалений Комбі Уатаро.